# Hospital Virgen de las Montañas
El Hospital Virgen de las Montañas, situado en Villamartín, en la provincia de Cádiz (España), perteneciente al grupo Pascual, concertado con la Consejería de Salud de la Junta de Andalucía para el servicio público, y también con servicio privado. El hospital fue inaugurado en julio de 1996.

## Especialidades
Especialidades médico/quirúrgicas: Medicina interna, Hematología, Digestivo, Urología, Cirugía, Dermatología, Neurología, Anestesia y Reanimación, Traumatología, Ginecología, Pediatría, Otorrinolaringología, Oftalmología, Cuidados intensivos, Urgencias, Rehabilitación, Neonatología, Cardiología, Neumología y Oncología.

## Acuerdo con la Consejería
La empresa privada que lo gestiona acuerda cada cuatro años con la Consejería de Salud la atención al público general. Estos acuerdos han sido criticados por organizaciones y partidos políticos, que lo consideran una privatización encubierta.